# Тахион
Тахион (от гръцки: ταχύς – „бърз“) е хипотетична частица, която според някои интерпретации на специалната теория на относителността се движи със скорост, по-голяма от тази на светлината. Терминът е въведен от физика Джералд Файнбърг през 1967 г.[източник? (Поискан днес)]

## Физични свойства
- Скорост: По дефиниция тахионите винаги се движат със скорости, надвишаващи скоростта на светлината във вакуум (c).
- Маса: За да се съгласува движението им с уравненията на Айнщайн, тахионите трябва да имат въображаема маса (изразена чрез i=−1).
- Енергия: При тахионите се наблюдава необичаен ефект – с намаляване на енергията скоростта им се увеличава, което е обратното на поведението на обикновените (т.нар. брадични) частици.[източник? (Поискан днес)]

## Теоретичен статус
До момента[ неясно? ] не съществуват експериментални доказателства за съществуването на тахиони. Те са обект на теоретични спекулации и се използват главно в:
- Квантови теории на полето
- Теория на струните
- Модели на нестабилност (тахионен кондензат)[източник? (Поискан днес)]

## Връзка с относителността
Според специалната теория на относителността, частици със реална маса не могат да достигнат или надминат скоростта на светлината. Тахионите, ако съществуват, никога не биха могли да се забавят до или под тази скорост, защото това би изисквало безкрайна енергия.[източник? (Поискан днес)]

## В научната фантастика
Тахионите често се използват в научната фантастика като средство за:
- Комуникация по-бърза от светлината
- Телепортация
- Пътуване във времето
- Пренасяне на информация между паралелни вселени

Примери за използване на тахиони се срещат в сериали като Star Trek, Doctor Who, The Flash и други.[източник? (Поискан днес)]

## Критика и съмнения
Голям брой физици считат тахионите за математичен артефакт или теоретична конструкция, която не отговаря на физическа реалност. Основната причина е, че тяхното съществуване би довело до нарушаване на причинно-следствената връзка, т.е. възможността следствието да предхожда причината.[източник? (Поискан днес)]